# اچ‌ام‌اس ویکتوری (۱۶۲۰)
اچ‌ام‌اس کشتی (۱۶۲۰) (به انگلیسی: HMS Victory (1620)) یک کشتی بود که طول آن ۱۰۸ فوت (۳۳ متر) بود.